# Honda Grand Prix of Saint Petersburg 2007
Honda Grand Prix of Saint Petersburg var den andra deltävlingen i IndyCar Series 2007. Racet kördes den 1 april på Saint Petersburgs gator. Hélio Castroneves upprepade sin vinst på samma bana 2006, och följdes för andra året i rad i mål av den nya mästerskapsledaren Scott Dixon. På tredje plats slutade Tony Kanaan, medan Marco Andretti höll undan för Dario Franchitti i kampen om fjärde plats.

## Slutresultat
| Plats | Förare            | Team                     | Grid | Kvaltid  |
| ----- | ----------------- | ------------------------ | ---- | -------- |
| 1     | Hélio Castroneves | Team Penske              | 1    | 1.01,683 |
| 2     | Scott Dixon       | Chip Ganassi Racing      | 4    | 1.10,979 |
| 3     | Tony Kanaan       | Andretti Green Racing    | 6    | 1.01,595 |
| 4     | Marco Andretti    | Andretti Green Racing    | 2    | 1.01,731 |
| 5     | Dario Franchitti  | Andretti Green Racing    | 3    | 1.01,877 |
| 6     | Tomas Scheckter   | Vision Racing            | 8    | 1.03,334 |
| 7     | Sam Hornish Jr.   | Team Penske              | 7    | 1.02,693 |
| 8     | Danica Patrick    | Andretti Green Racing    | 11   | 1.03,591 |
| 9     | Dan Wheldon       | Chip Ganassi Racing      | 14   | 1.03,892 |
| 10    | Buddy Rice        | Dreyer & Reinbold Racing | 13   | 1.03,711 |
| 11    | Scott Sharp       | Rahal Letterman Racing   | 15   | 1.04,295 |
| 12    | Darren Manning    | A.J. Foyt Enterprises    | 5    | 1.02,449 |
| 13    | A.J. Foyt IV      | Vision Racing            | 17   | 1.04,580 |
| 14    | Jeff Simmons      | Rahal Letterman Racing   | 12   | 1.03,628 |
| 15    | Sarah Fisher      | Dreyer & Reinbold Racing | 18   | 1.06,854 |
| 16    | Vitor Meira       | Panther Racing           | 9    | 1.03,474 |
| 17    | Kosuke Matsuura   | Panther Racing           | 10   | 1.03,538 |
| 18    | Ed Carpenter      | Vision Racing            | 16   | 1.04,453 |